# نجات مالی
طرح نجات مالی یک اصطلاح محاوره‌ای برای دادن وام به یک شرکت یا کشور که با گرفتاری مالی جدی یا ورشکستگی مواجه شده‌است، می‌باشد. همچنین این اصطلاح ممکن است برای اجازه دادن به یک نهاد در حال ورشکسته شدن که بدون پخش سرایت مالی ورشکسته شود، استفاده می‌شود. یک طرح نجات مالی می‌تواند از یک فرایند عدم توانایی پرداخت دیون جلوگیری کند.
یک طرح نجات مالی می‌تواند صرفاً برای سود انجام شود، این درست مانند یک سرمایه‌گذار غارتگر می‌ماند که یک شرکت در مخمصه را به وسیله خریدن سهامش در زیرقیمت نجات می‌دهد؛ یا فرضاً برای بهبود شرایط اجتماعی، یک بشردوست ثروتمند یک شرکت فست فود بی‌فایده و غیرسودآور را به یک شبکه توزیع غذای غیرانتفاعی مبدل می‌سازد. شاید طرح نجات مالی یک شرکت به عنوان یک ضرورت برای اینکه از نقص‌ها و ورشکستگی‌های اجتماعی اقتصادی بیشتر جلوگیری کند، دیده شود: برای مثال، دولت ایالات متحده فرض می‌کند حمل و نقل پشتوانه‌ای است در جهت تسهیل فعالیت‌های اقتصادی برای عموم، که قدرت جغرافیای سیاسی جامعه را حفظ می‌کند. به معنای دقیق کلمه، این سیاست دولت ایالات متحده است که از بزرگترین شرکت‌های آمریکایی مسئول برای حمل و نقل (خطوط هوایی، شرکت‌های توزیع بنزین و …)از ورشکستگی به وسیله یارانه دادن و دادن وام‌های با نرخ بهره پایین حمایت کند. فرض بر این است که ورشکستگی این شرکت‌ها در مقایسه با بقیه شرکت‌ها فاجعه است. چون کالاها و خدمات آن‌ها به وسیله دولت ضرورت‌های عمومی ثابت در جهت حفظ رفاه جامعه و به‌طور غیرمستقیم در حهت حفظ امنیت جامعه در نظر گرفته می‌شوند.
طرح‌های نجات مالی دولتی اضطراری می‌تواند بحث‌برانگیز باشد. مثلاً بحث‌های شدیدی در مورد نجات مالی صنعت در حال ورشکستگی خودرو در ایالات متحده در سال ۲۰۰۸ وجود داشت. کسانی که مخالف آن بودند، مانند Hugh Hewitt این نجات مالی را به عنوان یک بار مالی سنگین غیرقابل قبول بر دوش مودیان مالیاتی می‌دانستند. وی هر طرح نجات مالی را به سه دلیل بزرگ تقبیح کرد: ۱- سوء مدیریت باعث ورشکستگی شرکت‌ها می‌شود، و آن‌ها سزاوار برچیده شدن به وسیله نیروهای بازار آزاد هستند و حتی کارآفرینان ممکن است از این ورشکستگی‌ها طلوع کنند. ۲- نجات مالی علامتی مبنی بر استانداردهای کسب و کار پایین‌تر برای شرکت‌های غول پیکر را نشان می‌دهد، که باعث ایجاد ریسک و خطرات اخلاقی شده‌اند و از طریق تضمین شبکه‌های امنیتی (که دیگران هزینه‌های آن را پرداخت می‌کنند) کاهش می‌یابند. و۳- نجات مالی دیوانسالاری متمرکز شده را به وسیله اجازه دادن به قدرت‌های دولتی که ضوابط طرح نجات مالی را تعیین کنند، افزایش می‌دهد.
افراد دیگری مانند اقتصاددان Jeffrey Sachs این نجات مالی خاص را به عنوان یک امر اجتناب ناپذیر توصیف کرده‌اند و بحث کرده‌اند که ناشایستگی محتمل در مدیریتِ شرکت‌های خودروسازی دلیل کافی برای اجازه دادن به آن‌ها که به‌طور کامل ورشکست شوند، نمی‌باشد زیرا باعث حذف نزدیک به سه میلیون شغل خواهد شد.
علاوه بر این از طرح‌های نجات مالی دولتی انتقادهای دیگری نیز می‌شود مانند اینکه دولت با این کار شرکت‌ها را به وظیفه نشناسی به وسیله اجازه دادن به خطرات اخلاقی تشویق می‌کند.

## زمینه‌ها
از بسیاری از نجات‌های مالی در طول قرن بیستم، اصول و درس‌های خاصی نمایان گشته‌است، که می‌توان به صورت زیر خلاصه کرد:
- بانک‌های مرکزی وامهایی اعطا می‌کنند تا به نظام کمک کنند که از عهده مسائل مربوط به نقدینگی خود برآیند و این در زمانی است که بانک‌ها قادر نیستند یا تمایل ندارند که به شرکت‌ها یا اشخاص وام اعطا کنند.
- اجازه دادن به نهادهای محجور (نهادهایی که وجوه کافی برای بازپرداخت تعهدات کوتاه مدت خود ندارند یا نهادهایی که بدهیشان بیشتر از داراییشان است) که با یک روش منظم ورشکسته شوند.
- پی بردن به موقعیت مالی واقعی نهادهای مالی کلیدی، از طریق حسابرسی یا روش‌های دیگر. این کار دامنه زیان‌ها و کیفیت دارایی‌های گزارش شده به وسیله این نهادها را ضمانت می‌کند.
- بانکهایی که به قدر کافی سالم (یا مهم) فرض می‌شوند که از ورشکستگی نجات یابند نیاز به جمع‌آوری سرمایه مجدد دارند، در این مورد نجات مالی شامل فراهم کردن وجوه به بانک‌ها در عوض سهام ممتاز می‌شود که سود سهام ممتاز در طول زمان دریافت می‌شود.
- اگر دست اندازی در یک نهاد به دلیل عدم توانایی در پرداخت دیون صورت گیرد، کنترل مؤثری از طریق هیئت مدیره یا مدیریت جدید صورت می‌گیرد، حق صاحبان سهام عمومی لغو می‌شود (سهامداران فعلی حق سرمایه‌گذاریشان را از دست می‌دهند) اما حق عرضه‌کنندگان بدهی یا بستانکاران حفظ می‌شود.
- برای اینکه مودیان مالیاتی بتوانند بعداً سود ببرند، دولت باید یک بهره مالکانه به اندازه کمکِ مودیان مالیاتی دریافت کند. به دیگر سخن، دولت مالکِ نهاد در حال ورشکسته شدن می‌شود و بعداً می‌تواند وجوه را به وسیله منتشر کردن سهام عادی جدید هنگامی که نهاد ملی شده دوباره خصوصی می‌شود، بدست آورد.
- یک نهاد دولتی خاص برای رسیدگی به مسئله ایجاد می‌شود.
- پرداخت‌های سود سهام ممنوع می‌شود تا تضمینی باشد برای مودیان مالیاتی که پول آن‌ها برای تقویت بانک استفاده می‌شود و نه برای پرداخت به سرمایه‌گذاران.
- کاهش در نرخ‌های بهره، نرخ‌های قرض دادن را کاسته و اقتصاد را رونق می‌بخشد.

دلایل ضد نجات مالی
- علامت‌های استانداردهای کسب و کار پایین‌تر برای شرکت‌های غول پیکر به وسیله به وجود آوردن ریسک.
- ایجاد کردن خطرات اخلاقی از طریق تضمین شبکه‌های امنیتی.
- افزایش دادن دیوانسالاری متمرکز شده به وسیله اجازه دادن به قدرت‌های دولتی که ضوابط طرح نجات مالی را تعیین کنند.

Paul Volcker، رئیس هیئت مشاورین بازیابی اقتصادی کاخ سفیدِ باراک اوباما گفته‌است که نجات‌های مالی خطرات اخلاقی ایجاد می‌کنند: آن‌ها به بنگاه‌ها علامت می‌دهند که می‌توانند کارهای پر ریسک انجام دهند، و اگر کارهای پر ریسک تحقق یابد، مودیان مالیاتی زیان را خواهند پرداخت، همچنین در آینده خطرات بزرگتری در کمین جامعه است و آن عبارت از بحران‌های متعاقب بزرگتر می‌باشد.
در ۲۴ نوامبر ۲۰۰۸ یکی اعضای جمهوریخواه کنگره آمریکا Ron Paul نوشت نجات مالی کردن شرکت‌های در حال ورشکستگی به معنای مصادره پول از اعضای مولد اقتصاد و دادن آن به اعضای در حال ورشکستگی می‌باشد. به وسیله پایدار نگه داشتن شرکت‌ها با الگوهای تجاری منسوخ و غیرقابل استفاده، دولت از نقد شدن منابعشان جلوگیری می‌کند، و همچنین از در دسترس قرار گرفتن منابع این شرکت‌ها به شرکت‌های دیگر که بتوانند استفاده‌های مولدتری از آن‌ها داشته باشند جلوگیری به عمل می‌آورد. یک عنصر ضروری بازار آزاد سالم این است که هم موفقیت و هم شکست در ان وجود دارد. اما با اجرای یک طرح نجات مالی، مسیر دادن جایزه تغییر می‌کند و از نهادهای موفق به نهادهای در حال شکست داده می‌شود. چگونه این طرح برای اقتصاد جامعه می‌تواند مفید باشد؟.... بدیهی است که بیشتر آمریکایی‌ها پارتی بازی صنفی و شرکتی را نمی‌پذیرند، بلکه معتقدند که باید به جای دیوان سالارها و سیاستمداران، به محرک‌ها و قوانین طبیعیِ بازار آزاد اجازه داده شود که برنده‌ها و بازنده‌ها در اقتصاد را تعیین کنند

## نمونه‌هایی از نجات‌های مالی

### نجات بانکداری ایرلند
بانک‌های ایرلندی به خاطر کاهش قیمت سهام به دلیل فقدان نقدینگی در تأمین مالی در دسترس آن‌ها در بازارهای مالی بین‌المللی دچار مشکل شدند. نگاهی به توانایی پرداخت بدهی‌ها آشکار ساخت که جدی‌ترین مسئله آن‌ها وام‌های مشکوکی بود که به بساز و بفروش‌ها داده شده بود.

### نجات بانکداری سوئد
در طول سال‌های ۱۹۹۱تا ۱۹۹۲ باد یک حباب مسکن در سوئد خالی شد، که منجر به تنگی اعتبار شدید و عدم پرداخت دیون گسترده بانکی گردید. دلایل آن مشابه دلایل مربوط به بحران وام‌های رهنی زیرممتاز در سال ۲۰۰۷–۲۰۰۸ بود. در پاسخ به این مشکل، دولت اقدامات زیر را اتخاذ کرد:
- دولت سوئد بدهی‌ها را بد فرض کرد، اما بانک‌ها موظف شدند که زیان‌ها را ثبت کنند و یک بهره مالکانه (سهام عادی) برای دولت صادر کنند. سهامداران عمدتاً حذف شدند، اما نگهدارندگان اوراق قرضه حمایت شدند.
- هنگامی که دارایی‌های مضطر فروخته شدند، سود به مودیان مالیاتی پرداخت گردید و دولت قادر بود که پول بیشتری را بعداً به وسیله فروش سهامش در شرکت‌ها بدست آورد.
- دولت اعلام کرد که همه بستانکاران و سپرده‌های بانکی ۱۱۴ بانک ضمانت خواهند شد.
- سوئد یک نمایندگی جدید برای نظارت کردن بر نهادهایی که نیاز به سرمایه‌سازی مجدد،

ارزانفروشی دارایی‌ها عمدتاً دارایی‌های حقیقی که بانک‌ها به عنوان وثیقه نگه می‌داشتند، تشکیل داد.

### بحران موسسات پس‌انداز و وام ایالات متحده
در پاسخ به عدم توانایی پرداخت دیون بانکی گسترده در نتیجه بحران موسسات پس‌انداز و وام، ایالات متحده (Resolution Trust Corporation(RTC را در سال ۱۹۸۹ راه‌اندازی کرد.

### برنامه‌های TARP
در سال ۹–۲۰۰۸ خزانه داری ایالات متحده و فدرال رزرو (بانک مرکزی آمریکا) بانک‌های خیلی بزرگ و شرکت‌های بیمه فراوانی را نجات مالی دادند، علاوه بر این‌ها شرکت‌های جنرال موتورز و چریسلر را نیز نجات مالی دادند. کنگره در درخواست فوری رئیس‌جمهور جورج بوش برنامه کمک به دارایی‌های دچار دردسر(TARP) را با وجوهی بالغ بر ۷۰۰ میلیارد دلار تصویب کرد. پول بانک‌ها عمدتاً بازپرداخت شد و هزینه خالصِ TARP در پایان نزدیک به ۳۰ میلیارد دلار شد. هزینه نجات مالی Fannie Mae و Freddie Mac که وام‌های رهنی را بیمه و تضمین کرده بودند، تا اکتبر ۲۰۱۰ در کل بالغ بر ۱۳۵ میلیارد دلار شد و بسته به آینده بازارهای وام‌های رهنی و مسکونی می‌تواند بسیار سنگین تر نیز بشود.